# Documentaire parodique
Un documentaire parodique, également appelé documenteur ou mockumentaire (mockumentary en anglais), est une parodie de film ou de série télévisée documentaire, détourné de différentes façons : les événements présentés peuvent être fictifs, ils peuvent être réels mais présentés de façon loufoque, exagérant des détails insignifiants ou minimisant des choses importantes, ou avec un animateur décalé, jouant le rôle d'un idiot posant des questions et faisant des remarques imbéciles à des experts réels, ou faisant intervenir des pseudo-experts. Le documentaire parodique analyse ou commente l'actualité, la géographie, la nature ou l'histoire en utilisant la fiction, ou parodie la forme du documentaire en elle-même. Contrairement à d'autres sous-genres du faux documentaire, le documentaire parodique indique de façon plus ou moins évidente au spectateur son côté fictif.

## À la télévision
L'un des premiers exemples de documentaire satirique est l'arbre à spaghetti, pseudo reportage de trois minutes sur la récolte des pâtes en Suisse et diffusé sur la BBC en 1957, à l'occasion du premier avril.

Le format du documentaire satirique sera utilisé à la télévision par beaucoup d'humoristes comme les Monty Python, French and Saunders, the Onion ou, en France, Le Petit Rapporteur (avec par exemple son reportage sur la Montcuq) ou Les Inconnus dans leurs sketchs.
Notons également la série britannique The Office et son adaptation américaine, où les personnages qui s'adressent à l'équipe de tournage comme s'ils étaient dans le cadre d'un reportage.
Bye Bye Belgium, émission spéciale, diffusée en 2006 sur la RTBF, sur le thème de la séparation des communautés wallonne et flamande, utilise les codes du documentaire tout en indiquant au spectateur qu'il s'agit d'une fiction.

## Au cinéma
En 1942, Charles Frend réalise The Big Blockade, un film de propagande britannique tourné sous forme de documentaire parodique. Woody Allen réalise Prends l'oseille et tire-toi en 1969. De même en 1983, il réitère l'expérience du documentaire satirique avec Zelig. Une année plus tard, en 1984, sort Spın̈al Tap, documentaire d'un groupe fictif de heavy metal.
C'est arrivé près de chez vous, film belge de 1992 avec Benoit Poelvoorde, parodie l'émission Strip-tease.
Forgotten Silver en 1995 est un film néo-zélandais de Peter Jackson et Costa Botes racontant la découverte d'un réalisateur pionnier totalement oublié qui aurait maîtrisé avant tout le monde le procédé couleur et réalisé le premier film de kung-fu.
Vampires en toute intimité, film néo-zélandais sorti en 2014, où une équipe filme un groupe de vampires, côtoyant d'autres créatures fantastiques et des humains.

## Sur internet
De nombreux documenteurs voient le jour sur les réseaux sociaux[réf. nécessaire].